# Giovanni Sokol di Lamberk
Giovanni Sokol di Lamberk (in ceco Jan Sokol z Lamberka; in tedesco Johann Sokol von Lamberg) (ca. 1350 – Polonia, 28 settembre 1410) è stato un nobile condottiero moravo, protagonista delle lotte interne alla Casa di Lussemburgo e comandante delle truppe boemo-morave presso la battaglia di Grunwald (1410).

## Biografia

### Nascita e giovinezza
Giovanni Sokol di Lamberk nacque intorno al 1350, più probabilmente prima di quell'anno, perché nel 1370 è già documentato come mercenario in Italia (anche se, in precedenza, si pensava che fosse nato intorno al 1355). Suo padre era Jaroslav III di Knínice, il quale nel 1364 vendette Knínice e si stabilì vicino a Březník, dove prima del 1370 iniziò a costruire il castello di Lamberk (dal tedesco Langenberg – collina lunga) su un promontorio allungato e basso vicino al fiume Oslava; la famiglia prese il nome da questo luogo. Non vi sono informazioni sull'infanzia di Jan Sokol. Suo padre fu burgravio di Znojmo nel 1356-7, dal 1368 giudice della corte di Olomouc e dal 1368 hofmeister del margravio moravo Giovanni Enrico di Lussemburgo. Jaroslav di Knínice si sposò due volte: la prima moglie, Hedvika, madre di Giovanni, viene menzionata nel 1350; la sua seconda moglie Margherita, madre dei fratelli minori Jaroslav, Arkleb e Anežka, compare per la prima volta 10 anni dopo. L'unico documento che parla di Jaroslav di Knínice come ancora vivo risale al 1379, e nel 1385 risulta defunto.

### Prime esperienze militari
Giovanni Sokol probabilmente andò all'estero quando era relativamente giovane e lì lavorò a lungo come mercenario, acquisendo esperienza militare. Questo spiega perché, durante le guerre dei margravi, egli appare improvvisamente come un comandante già affermato e riconosciuto. È documentata la sua attività in Italia, dove nel 1370 compare al servizio dell'imperatore bizantino Giovanni V Paleologo. L'unica fonte che lo confermerebbe parla di una disputa tra due parti, in una delle quali figura un certo Jescho Lamberger (probabilmente Giovanni) un certo Zdeněk di Boemia e altri mercenari provenienti dalla Boemia, dalla Polonia e dall'Impero, e nell'altra un soldato dell'imperatore bizantino di nome Michele Strangillo. Il cavaliere in questione avrebbe dichiarato pubblicamente che non c'era un solo uomo onesto tra i membri della compagnia di Sokol e che erano inutili anche come guerrieri. La parte offesa pretese che Strangillo si recasse a Padova alla fine dell'estate del 1370, dove avrebbe dovuto ripetere le sue parole; a ciò sarebbe seguito un duello per l'onore: uno, tre, sei o otto uomini contro lo stesso numero di avversari. Tuttavia, la disputa si concluse probabilmente con un nulla di fatto, o almeno così lascerebbe intuire la prematura partenza dell'imperatore dall'Italia e il conseguente scioglimento della suo seguito militare.

### Partecipazione alle guerre interne della dinastia lussemburghese
La prima testimonianza che reca sicuramente il nome di Giovanni Sokol nel territorio del Regno di Boemia risale al 1396, quando la vedova di Jaroslav di Knínice fece emanare un documento in base al quale si doveva celebrare ogni anno una messa per la salvezza sua e dei suoi figli nella chiesa di Březník. Tra i testimoni viene riportato Jan Sokol di Lamberk (Jesco Sokol de Lamberg) insieme ad altri testimoni che probabilmente erano suoi parenti: Léva di Březník, Enrico di Kraví Hora e Ješík di Kralice. Nello stesso anno, lui e i suoi fratelli iniziarono a razziare le tenute di Enrico III di Rosenberg, come riportano le annotazioni nel libro delle esecuzioni dei Rosenberg, dove Sokol è etichettato come nemico della famiglia. Tra i collaboratori delle sue operazioni di brigantaggio figurano vari piccoli nobili, tra cui Sigismondo di Křižanov, Hynek Jevišovský di Kunštát e Jan Zoul di Ostrědek (nel suo Castello di Čajchanov trovò una base di appoggio per compiere razzie anche in Boemia). Il 1º marzo 1397, re Venceslao IV concesse a Giovanni Sokol e ai suoi fratellastri Arkleb e Jaroslav 300 copechi di groschen di Praga, come di indennità in caso di morte: questa è una prova evidente che i Lamberk agivano secondo le istruzioni del re. Negli anni successivi, il gruppo di Sokol occupò la fortezza di Hobzí e conquistò altre roccaforti nei castelli di Heraltice, Hrádek e Holoubek, vicino a Dalešice. Venceslao IV, nel 1399, assegna nuovamente 300 copechi a Sokol e nel 1400 ben altri 700.
Nel febbraio del 1399 scoppiò di nuovo la guerra tra i margravi della Moravia e i servizi di Giovanni Sokol vennero utilizzati dall'alleato di Venceslao, Procopio di Lussemburgo, che spesso assoldava gruppi di combattenti e mercenari per combattere il fratello Jobst. Intorno al 1400 Sokol aiutò Procopio ad occupare Jemnice, che rimase sotto il loro controllo fino al 1405, e prima ancora anche Pohořelice.
Nella notte tra il 19 e il 20 febbraio 1402, Jan Sokol, insieme a Sigismondo di Křižanov, tentarono di attaccare Jihlava ma fallirono. Si dice che si trattasse di una vendetta contro gli abitanti di Jihlava per aver imprigionato per diverse settimane il cavaliere Heřman di Buková. L'attacco fu sventato da un monaco minorita di un monastero situato vicino alle mura, nei pressi della Porta di Nostra Signora: dopo aver visto che gli aggressori stavano in quel momento scalando le mura, si precipitò a dare l'allarme: corse rapidamente al campanile della chiesa della Vergine Maria e suonò la campana, svegliando la guardia cittadina e la popolazione locale, che respinse gli aggressori nelle prime ore del mattino. Giovanni Sokol perse dieci uomini nella battaglia, fu catturato e dovette pagare un riscatto, mentre a Jihlava morirono quattro cittadini. Poiché in quel periodo a Hradec Králové si stavano svolgendo trattative tra Procopio e Sigismondo di Lussemburgo, si può affermare che si sia trattato di un atto organizzato arbitrariamente da parte di Giovanni Sokol.
Nel 1402 accadde un evento che fece la svolta nell'equilibrio del conflitto: Sigismondo di Lussemburgo riuscì a far imprigionare dalla lega dei signori boemi il fratello Venceslao IV, e poco dopo anche Procopio fu imprigionato; i due regnanti furono portati oltre i confini e Sigismondo tentò così di acquisire il controllo del Regno di Boemia. Tuttavia poco dopo Jobst. preoccupato dal crescente potere di Sigismondo, cambiò schieramento, e iniziò a pianificare la liberazione dei due parenti. Prima del 1397, Giovanni Sokol, insieme a Vok III di Holštejn e a suo figlio, avevano saccheggiato le tenute dei vescovi di Olomouc e Kroměříž, cosa che li portò a ottenere la scomunica dal vescovo di Olomouc Nicola di Riesenburg; ora, come parte della loro riconciliazione con il margravio Jobst, tutti e tre si pentirono e giurarono che, se fossero stati liberati dalla scomunica, non avrebbero mai più saccheggiato quei territori. Su questa base, il nuovo vescovo, Jan Mráz, nel 1403 revocò la scomunica da loro (il precedente vescovo, Nicola di Riesenburg, era già morto nel 1397). In seguito a ciò Giovanni Sokol dichiarò la sua aperta ostilità nei confronti degli abitanti della Città Nuova di Praga, che non avevano difeso il re Venceslao IV e ne avevano saccheggiato le proprietà. Il fulcro degli scontri si spostò quindi dalla Moravia alla Boemia e gli scontri tra i sostenitori e gli oppositori di Sigismondo continuarono fino al 1403, quando scoppiò una rivolta in Ungheria e le truppe di Sigismondo si ritirarono dalla Moravia per reprimerla. Alla fine del 1403, Venceslao IV, fuggito dalla prigionia viennese, ricompensò suoi lealisti: Jan Sokol ottiene in feudo il villaggio mannese di Horky e il castello di Stříbrná Skalice. Tra i principali nemici interni del re rimasero Enrico di Rosenberg e il vescovo Jan Železný di Olomouc.

### Assedio di Znojmo
L'anno 1404 segnò inevitabilmente la fama di Sokol di Lamberk come protagonista dell'Assedio di Znojmo, insieme al capitano della guarnigione di Znojmo, Hynek "Diavolo secco" di Kunštát e Jevišovice. I due comandanti difesero la città morava di Znojmo, da loro precedentemente occupata, dal potente esercito del re d'Ungheria Sigismondo, che aveva unito le sue truppe a quelle del duca austriaco Alberto IV (vittima, anch'egli, delle scorribande del Diavolo Secco). L'assedio, durato sei settimane, fu interrotto da un'epidemia di dissenteria nell'accampamento degli assedianti, che fu anche la causa di morte di Alberto IV. Si dice che l'assedio di Znojmo sia stato il primo in cui i cannoni furono utilizzati nel Regno di Boemia. A seguito dell'assedio fu stipulata una pace tra le parti coinvolte nei combattimenti: Procopio fu rilasciato dalla prigione, ma morì poco dopo, ponendo di fatto fine alle guerre dei margravi in Moravia.

### "Il "nobile brigante"
Tuttavia, Giovanni Sokol di Lamberk persegue con le azioni di guerriglia e brigantaggio degli anni precedenti. Nel 1406, nei pressi di Dolní Kounice, derubò un mercante di Brno, Michal, che tornava con delle merci da Vienna. Dal suo nascondiglio nel castello di Lamberk, lui e Leopoldo Krajíř di Krajek tra il 1403 e il 1407 attaccarono e occuparono ulteriormente il castello di Náměšť nad Oslavou. Il proprietario del castello, Lacek di Kravař, riuscì a riconquistarlo solo dopo un duro assedio con l'aiuto dei cittadini di Velké Meziříčí e Velká Bíteš nel 1408. È rimasta testimonianza dello stesso anno circa una disputa tra Giovanni Sokol di Lamberk ed Erhart Puška di Kunštát sui vigneti di Sokolnice, nei pressi della fortezza di Sokolnice. Nello stesso anno, Jan di Meziřice si lamentò del fatto che Sokol era stato ricevuto al suo castello, ma si era comportato in modo scortese e gli aveva rubato un cavallo, dal valore di 20 copechi. Allo stesso modo, nello stesso anno, Erhart Puška di Kunštát accusò Sokol di aver detenuto illegalmente i suoi possedimenti a Ivančice e Sokolnice, e Margareta, una vedova di Tasov, si lamentò del fatto che le aveva rubato il bestiame.
Nel maggio del 1407, Sokol, insieme a Guglielmo Sudlica, attaccò la città di Laa an der Thaya in Austria e conquistò anche il castello della città, che gli Asburgo la chiamavano la "chiave della Moravia". Difese poi la città dal duca d'Austria Leopoldo e la lasciò libera solo quando Leopoldo accettò di pagare 23.000 ducati al margravio Jobst. Con il probabile consenso di Jobst, Sokol entrò poi al servizio di Leopoldo nella lotta contro il fratello Ernesto.
Nel 1409 i signori della Moravia lanciarono una campagna militare con l'obiettivo di porre fine al brigantaggio e ai conflitti che continuavano a persistere anche dopo la guerra. Kraví Hora e Rabštejn, ossia le principali basi dei nobili briganti vicini a Lamberk, furono conquistati e le guarnigioni furono catturate e giustiziate a Brno. La dura repressione del brigantaggio spinse quindi molti, tra cui Sokol stesso, a cercare lavoro fuori dal Regno di Boemia.

### Campagna in Polonia
L'ultima parte della vita di Jan Sokol è legata al suo servizio al servizio del re polacco Ladislao II Jagellone nel conflitto imminente tra la Confederazione polacco-lituana e i Cavalieri Teutonici, che culminò nella battaglia di Grunwald. A Sokol fu affidato il compito di reclutare mercenari per il re polacco in Boemia e Moravia. Anche il nuovo governatore provinciale della Moravia, Lacek di Kravař, svolse un ruolo importante nel reclutamento, poiché cercò di migliorare la situazione pericolosa legata al brigantaggio in Moravia inviando soldati in Polonia. Il reclutamento di combattenti in Boemia e Moravia ebbe successo, e nell'esercito polacco furono issate 3 bandiere ceche sulle 50 polacche. Alla fine di maggio, Jan Sokol comandò 500 lancieri (circa 1.500-2.000 uomini) che occuparono il monastero di Koronov e lo trasformarono in una fortezza su ordine del re polacco. Prima del 24 giugno, quando la tregua ufficiale tra la Polonia e l'Ordine stava per concludersi, re Vladislav trasferì Sokol e la sua guarnigione a Wolbórz, dove si unì all'esercito polacco

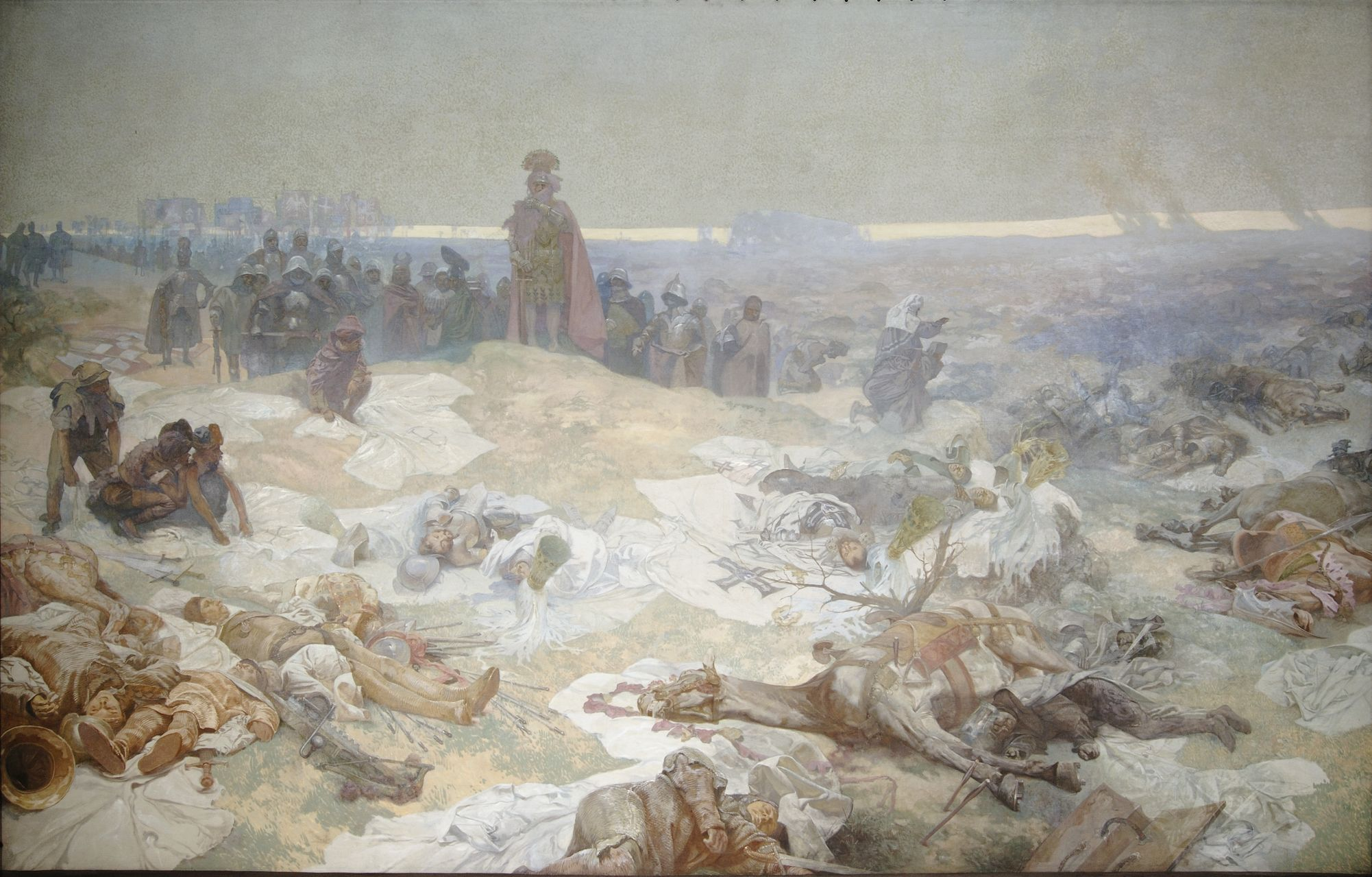
Battaglia di Grunwald

Nella battaglia di Grunwald, Giovanni Sokol di Lamberk, insieme a Stanislav di Dobrá Voda, comandò la quarta bandiera polacca di San Giorgio, che contava circa millecinquecento cavalieri, per lo più cechi e moravi. Dopo la vittoria polacca, partecipò alla conquista dei castelli crociati e divenne amministratore di uno di essi: Rehden.

### Morte
La morte di Jan Sokol è descritta nella cronaca di Jan Długosz; secondo il cronista, morì il 28 settembre 1410, dopo un banchetto al quale era stato invitato il 27 settembre 1410 dal re polacco Ladislao Jagellone a Toruń. La causa della morte sarebbe stata l'avvelenamento da pesce e si è ipotizzato che l'avvelenamento potesse essere stato intenzionale. Mentre a questo proposito si potevano solo fare delle ipotesi, in Toulkách českou minulost si può leggere l'audace ipotesi che fosse stato avvelenato dallo stesso Žižka, ma non si può apprendere nulla di certo dalle fonti contemporanee; un'altra teoria sostiene che Jan Sokol fu avvelenato dai signori polacchi, che si diceva fossero stufi dell'influenza che aveva acquisito sul re Ladislao Jagellone. Il re polacco gli aveva già donato numerosi beni in Polonia e, tra le altre cose, come segno del suo grande affetto, in seguito fece studiare i figli di Jan a Cracovia, a sue spese.
Le supposizioni di cui sopra molto probabilmente non sono vere. Di recente sono stati (ri)scoperti due documenti che prolungano la durata della vita del nobile moravo di almeno sei mesi. Una lettera di un comandante belga, il conte Friedrich von Zollern, datata 9 ottobre 1410, e descrive al Gran Maestro le attività militari di Giovanni Sokol, forse nei pressi di Toruń. L'ultima menzione è dell'inizio di febbraio 1411, prima di tale data si suppone che Sokol abbia comandato un distaccamento di mercenari a Szubina.

## Importanza

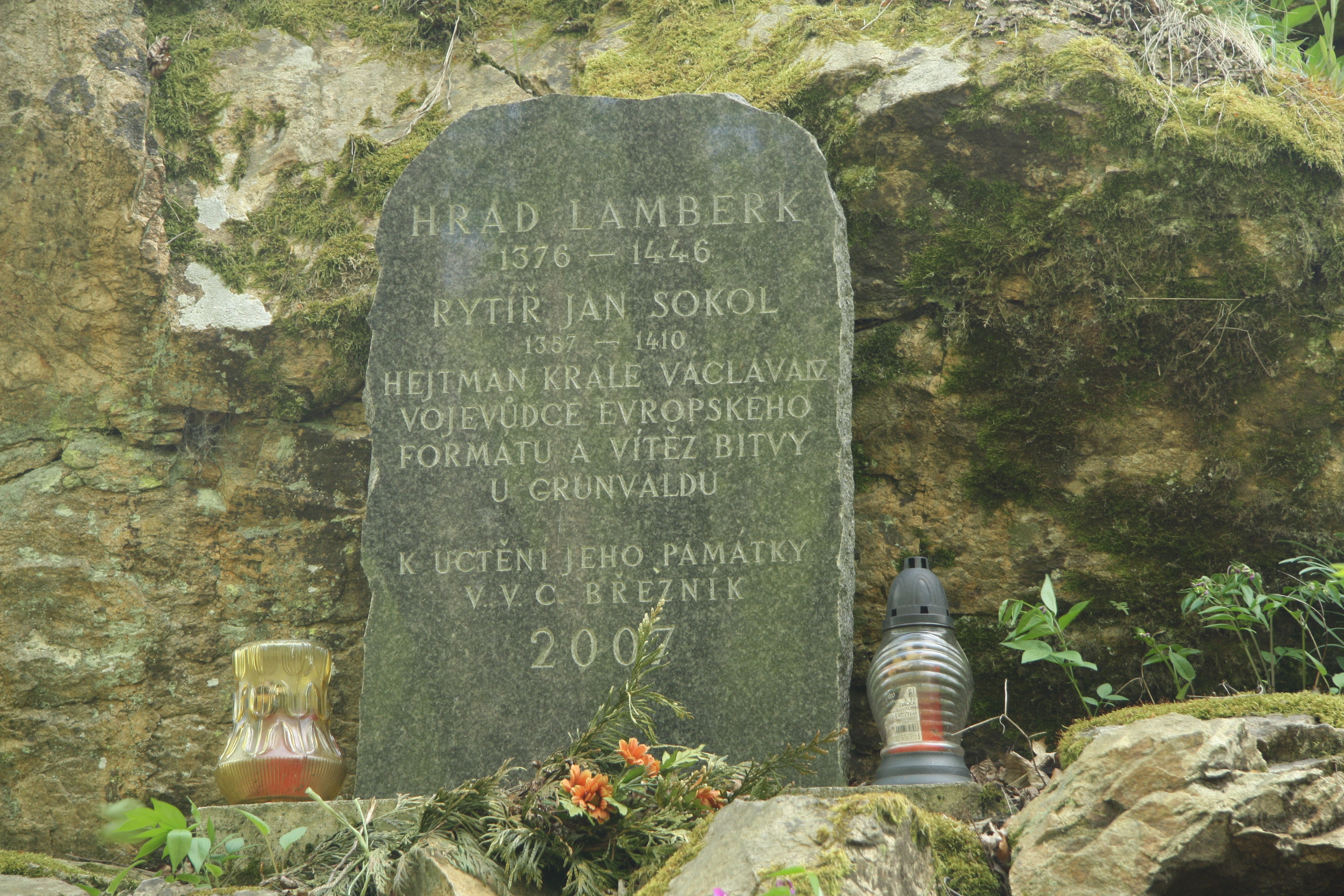
Monumento a Giovanni Sokol di Lamberk

Giovanni Sokol di Lamberk fu il più importante condottiero ceco del periodo pre-hussita. Nel Medioevo il servizio militare non comportava solo combattimenti cavallereschi, ma anche saccheggi, razzie e riscossioni di riscatti. Tali gruppi di briganti venivano spesso assoldati dall'alta nobiltà per danneggiare i beni dei loro avversari e pare che Sokol raramente combattesse per conto suo, ma per lo più al servizio dei cugini di Venceslao, Jobst o Procopio, o dello stesso re Venceslao IV.

## Eredità culturale
Una delle raffigurazioni più note di Jan Sokol di Lamberk si trova nel dipinto "Dopo la battaglia di Grunwald (1410)" di Alfons Mucha, che appartiene al suo grande ciclo chiamato Epopea slava.
Il dipinto raffigura il campo di battaglia all'alba del secondo giorno dopo una sanguinosa battaglia. Il potente e fiero Ordine Teutonico è finalmente sconfitto. Il re polacco Ladislao si erge su una piccola collina e domina tristemente il campo di battaglia. Intorno a lui si trovano i cadaveri dei combattenti di entrambe le fazioni opposte e, proprio sotto la collina, giace il cadavere di Ulrich von Jungingen, Gran maestro dell'Ordine teutonico. Nella parte sinistra del dipinto, una figura con un mantello da crociato è inginocchiata; dietro di questa c'è un guerriero con un'armatura e un largo elmo. Subito dietro di lui c'è Sokol e alla sua sinistra c'è Jan Žižka con una visiera sull'occhio destro. Mucha incluse questo dipinto nell'Epopea slava non per un sentimento di orgoglio per la vittoria, ma come esempio di condanna della violenza e di invito alla convivenza amichevole tra le nazioni.